# Ардита Синани
Ардита Синани (Прешево, 1980) је политичарка из Србије. По занимању дипломирани економиста-менаџмента и информатике. Дипломирала је у Приштини 2003, и тренутно ради као професорка информатике у гимназији. Од децембра 2015, је председница огранка ПДД за Прешево.
Једина је Албанка која је учествовала на парламентарним изборима у Србији 2016, Странка ПДД је освојила место за једног посланика у парламенту.
Удата је и мајка двоје деце.